# JoJo
Pour les articles homonymes, voir Jojo et Levesque.
 (novembre 2008).
Si vous disposez d'ouvrages ou d'articles de référence ou si vous connaissez des sites web de qualité traitant du thème abordé ici, merci de compléter l'article en donnant les références utiles à sa vérifiabilité et en les liant à la section « Notes et références ».
Joanna Noëlle Levesque alias JoJo (née le 20 décembre 1990 à Brattleboro dans le Vermont) est une chanteuse, auteur-compositrice-interprète et actrice américaine. Après avoir participé à l'émission de télé-réalité America's Most Talented Kids, elle s'est fait remarquer par le producteur de musique, Vincent Herbert, qui lui demande alors d'auditionner pour le label Blackground Records.
Le premier album de JoJo intitulé JoJo est sorti, le 22 juin 2004 et a été vendu à plus de trois millions de copies dans le monde entier. Le premier single de l'album intitulé Leave (Get Out) est sorti en février 2004. Il a été placé quatrième dans le classement Billboard Hot 100. Le deuxième album de JoJo intitulé The High Road est sorti en octobre 2006 et a été vendu à plus de 2 millions de copies dans le monde entier. Le premier single de ce deuxième opus intitulé Too Little Too Late est sorti en août 2006 et a été placé troisième dans le classement Billboard Hot 100.
Après avoir sorti un album mixtape en septembre 2010, JoJo révèle le 28 février 2011 le titre de son troisième album ; Jumping Trains qui est l'une de ses chansons préférées de l'album.
JoJo est aussi une actrice de télévision. Son premier rôle a été dans la série, The Bernie Mac Show. En 2006, elle a eu le rôle principal dans le film Aquamarine aux côtés de Emma Roberts et Sara Paxton ainsi que dans le film, Camping-car aux côtés de Josh Hutcherson. En 2008, JoJo a eu le rôle principal dans le téléfilm dramatique, Confessions d'une star aux côtés de Shenae Grimes. En 2013 elle fait son retour avec l'EP Agápē et dans le film G.B.F.

## Biographie
JoJo est née à Brattleboro dans le Vermont mais elle a été élevée à Foxborough dans le Massachusetts. Elle a des origines canadiennes par son père et des origines anglaises, irlandaises, écossaises, amérindiennes et polonaises par sa mère. Elle a grandi dans un appartement à une seule chambre à Foxborough dans une famille à faible revenu. Son père, Joel Levesque, chantait pour le plaisir et sa mère, Diana Blagden, chantait dans une église et a été formée dans un théâtre musical. Ses parents ont divorcé lorsqu'elle avait quatre ans et a été élevée seule par sa mère,. Son nom de scène JoJo est son surnom depuis l'enfance.
Lorsque JoJo était une enfant, elle écoutait sa mère pratiquer des hymnes. Elle a commencé à chanter à l'âge de deux ans en imitant des artistes de R&B, soul et jazz, citant Mariah Carey, Whitney Houston, Etta James, Aretha Franklin et Ella Fitzgerald comme ses plus grandes influences musicales. Lors du show de A&E, Child Stars III : Teen Rockers, sa mère a affirmé que JoJo a un quotient intellectuel de génie.
À l'âge de sept ans, JoJo participe à l'émission de télé, Kids Say the Darnedest Things : On the Road in Boston avec le comédien américain Bill Cosby et elle a chanté une chanson de Cher. Après avoir auditionné dans l'émission de télé, Destination Stardom, JoJo a chanté deux chansons de la chanteuse Aretha Franklin ; Respect et Chain of Fools,. À la suite de ses performances, The Oprah Winfrey Show la contactent et l'invitent à chanter sur le plateau. Elle a chanté dans un épisode de la série Maury.

## Carrière

### 2001-2005: Découverte etJoJo
À six ans, JoJo se voit offrir un contrat d'enregistrement mais sa mère refuse, estimant sa fille beaucoup trop jeune pour se lancer dans la musique. Après être apparue dans un talk-show et dans McDonald's Gospelfest en chantant I Believe In You and Me de Whitney Houston, elle participe à l'émission de télé-réalité America's Most Talented Kids. Le producteur Vincent Herbert la contacte alors et lui demande d'auditionner pour le label Background Records. Lors de son audition pour Barry Hankerson, celui-ci lui aurait dit que l'esprit de sa nièce décédée Aaliyah l'avait amenée à lui. Elle signe donc un contrat avec le label et commence l'enregistrement de son premier album.
En 2001, JoJo a enregistré quelques reprises comme Mustang Sally de Wilson Pickett, It Ain't Always What You Do (It's Who You Let See You Do It) de Etta James, Chain of Fools et The House That Jack Built d'Aretha Franklin, We Saw de The Moonglows, Superstition de Stevie Wonder et Shakey Ground de The Temptations.
En février 2004, JoJo sort un premier single, intitulé Leave (Get Out), extrait de son premier album. Avant même que l'album ne sorte, JoJo part en tournée avec Fefe Dobson, Young Gunz et Zebrahead pour le Cingular Buddy Bash. Lorsque son single Leave (Get Out) se retrouve numéro 1 au classement du Billboard, JoJo devient à treize ans la plus jeune artiste à avoir un "single classé numéro 1" aux États-Unis.
Leave (Get Out) a été nommé dans la catégorie "Meilleur nouvel artiste" lors des MTV Video Music Awards 2004, ce qui fait de JoJo la plus jeune artiste à être nommée au MTV Video Music Awards. Son premier album, JoJo a été élu disque de platine et placé quatrième au Billboard 200 et dixième au Top R&B/Hip-Hop Albums. L'album s'est vendu à plus de 95 000 copies la première semaine de sa sortie et a atteint le top quarante des charts au Royaume-Uni. JoJo a coécrit deux chansons de l'album. En décembre 2004, la chanteuse a été nommée dans les catégories "Nouvelle artiste féminine de l'année" et "Single de l'année" lors des Billboard Music Awards.
Son deuxième single intitulé Baby It's You, featuring le rappeur Lil Bow Wow, a été classé 22e aux États-Unis et 8e au Royaume-Uni. Le troisième et dernier single extrait de l'album intitulé Not That Kinda Girl est sorti en 2005 et a été classé 85e en Allemagne. En 2005, le rappeur Eminem mentionne JoJo dans sa chanson Ass Like That.

### 2006-2007:The High Road
Son deuxième album intitulé The High Road est sorti le 17 octobre 2006. L'album a été classé troisième au Billboard 200. Il a été produit par Scott Storch, Swizz Beatz, Jonathan "JR" Rotem, Corey Williams, Soulshock & Karlin et Ryan Leslie. L'album a reçu des critiques positives. Selon JoJo, cet album montre qu'elle a grandi, qu'elle est plus à l'aise avec sa voix et avec ce qu'elle exprime dans ses chansons.
Durant l'été 2006, le premier single intitulé Too Little Too Late extrait de The High Road, sort sur les stations de radio. JoJo atteint un record lorsque le single est placé 60e, puis 3e au Billboard Hot 100 en une semaine. Mariah Carey atteint ce même record en 2011 avec son single Loverboy, placé de la 60e place à la 2e place en une semaine,.
Le deuxième single de l'album, intitulé How To Touch A Girl a été placé 76e dans le classement Billboard Pop 100. How To Touch A Girl est la chanson préférée de JoJo qu'elle a écrite elle-même. Le 16 mars 2007, JoJo a sorti un troisième single intitulé Anything qui est une reprise du titre Africa du groupe des années 1980 Toto. Le single s'est vendu à plus de 550 000 copies et a été certifié disque d'or par RIAA.
Le 20 juillet 2007, JoJo fait une reprise de la chanson Beautiful Girls de Sean Kingston. La reprise de JoJo est placée 39e dans le classement Billboard Rhythmic Top 40 un mois plus tard. Sur Internet, JoJo demande à ses fans de choisir entre les chansons Coming For You et Let It Rain pour son troisième single, mais le projet est finalement annulé. Elle annonce par la suite préparer sa première grande tournée pour l'été 2007 aux États-Unis et en Europe. Durant ses concerts, JoJo reprend les chansons de ses artistes préférés, comme Déjà Vu de Beyoncé Knowles, Since U Been Gone de Kelly Clarkson, My Love de Justin Timberlake, Rehab d'Amy Winehouse, SWV, Michael Jackson, Usher, Maroon 5, The Jackson Five, George Benson, Carlos Santana, Jill Scott et Musiq Soulchild,,. En novembre 2007, JoJo part en tournée au Brésil.
Le 1er décembre 2007, JoJo est récompensée dans la catégorie "Chanteuse féminine nationale de l'année" lors de la cérémonie Boston Music Awards et chante Too Little Too Late.
À la fin de l'année 2007, JoJo déclare avoir écrit des chansons pour un troisième album devant sortir pour ses 18 ans.

### 2008-2010: Conflit avec le label etCan't Take That Away From Me
Lors d'une interview le 8 avril 2008, JoJo déclare avoir écrit et produit un album à Boston et Atlanta. Sur cet album, elle a travaillé avec Tank, DJ Toomp, J. Moss, Toby Gad, The Underdogs, Danja, Jonathan "JR" Rotem, Billy Steinberg, Bryan Michael Cox, Marsha Ambrosius, Madd Scientist, Tony Dixon, Eric Dawkins and J. Gatsby. Sur tout l'album, elle a coécrit toutes les chansons à l'exception d'une. Le 1er septembre 2008, JoJo déclare que son album devrait sortir courant 2009. En 2008, le chanteur Ne-Yo a repris la chanson Baby It's You de JoJo. En janvier 2009, JoJo déclare qu'elle travaille avec les producteurs Chad Hugo, Jim Beanz et Kenna et qu'elle travaille très dur sur son troisième album. Elle annonce aussi qu'elle connait quelques problèmes avec son label et décide donc de quitter Background Records pour un autre label, Interscope Records.
En avril 2009, JoJo déclare qu'elle est toujours chez le label Background Records.
Une des chansons de JoJo intitulée Note to God qui figure sur son deuxième album The High Road a été reprise par la chanteuse Charice.

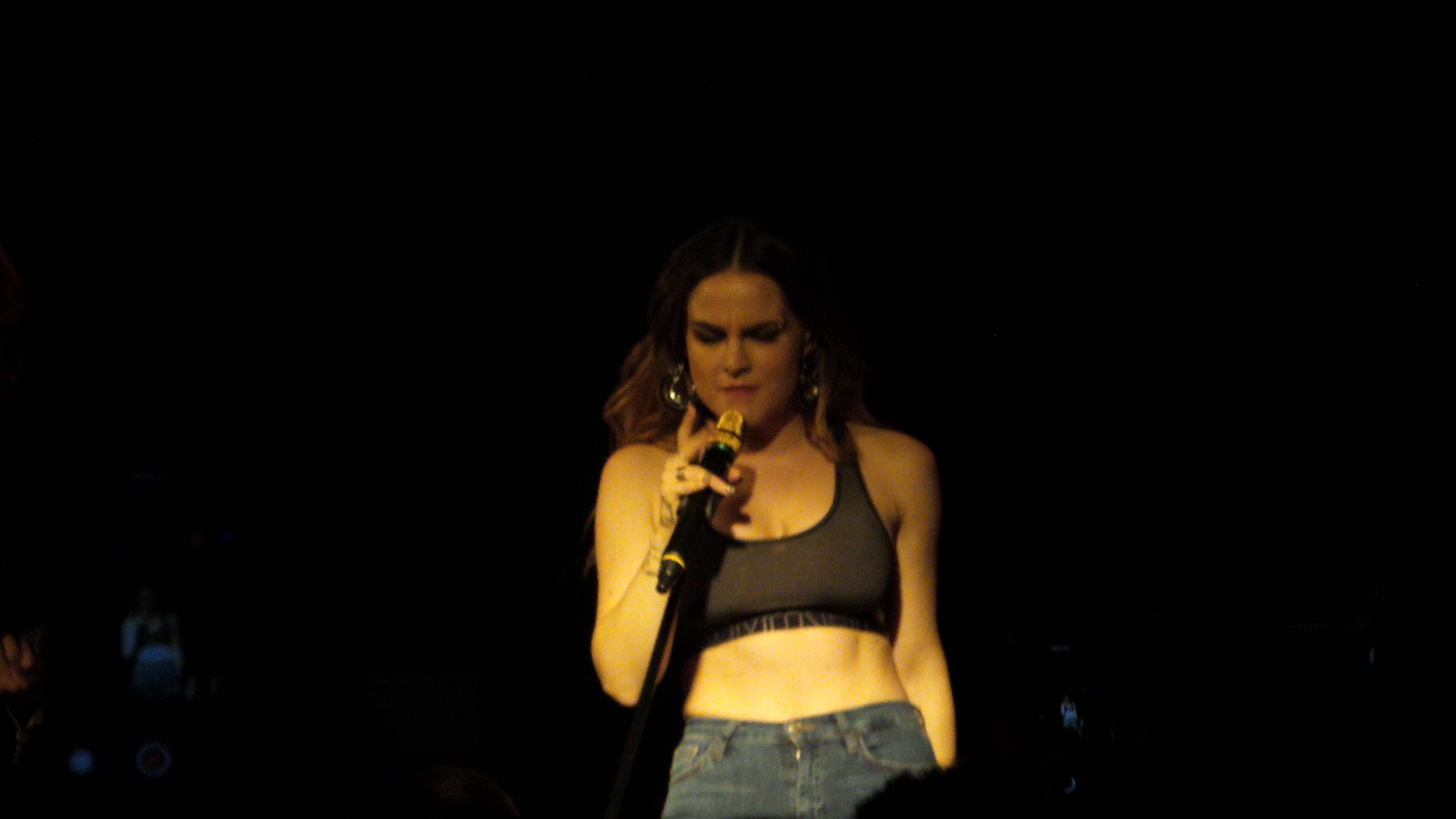
JoJo en 2015.

En 2009, plusieurs chansons de JoJo qui ne font pas partie de son nouvel album ont été déposées sur YouTube comme Safe With Me, Hooked On You, Back Words, Keep Forgetting (To Forget About You), Forever In My Life, Fly Away, Uncharted (en featuring avec Ray J).
En août 2009, il a été annoncé que JoJo a intenté un procès à New York contre son label Da Family Entertainment pour la mettre dans les limbes musicaux. Le label ne la laissera pas annuler son contrat ou ne la laissera pas sortir un nouvel album. Elle est donc à la recherche de 500 000 $ pour ses peines et être libérée de son contrat. En octobre 2009, JoJo est libérée de son contrat et elle signe avec le label Interscope Records. Elle réussit à collaborer avec les deux labels, Interscope et Background, en même temps.
À la fin de 2009, JoJo a enregistré un duo avec Timbaland intitulé Lose Control qui figure sur l'album de Timbaland, Schock Value II. Le 7 septembre 2010, JoJo a sorti un album mixtape intitulé All I Want Is Everything dont un premier et seul single est sorti intitulé In The Dark. En novembre 2010, elle est apparue dans le clip The Way You Love Me de Keri Hilson. En décembre 2010, elle est également apparue dans le clip Favorite DJ de Clinton Sparks. Elle a également fait un duo intitulé Sucks To Be You avec LMFAO et Clinton Sparks.

### 2011-2012:Jumping Trains
Le 28 février 2011, JoJo révèle le titre de son troisième album Jumping Trains qui est l'une de ses chansons préférées de l'album. « Mon troisième album s'appellera Jumping Trains et il est très symbolique pour différentes raisons, explique JoJo. Déménager de Boston à Los Angeles, la transition entre être une jeune fille et être une jeune femme, vivre dans mon propre appartement, trouver ma vraie personnalité et sauter dans un nouveau chapitre de ma vie. »
Le 20 avril 2011, JoJo a tourné le clip de la chanson The Other Chick (B!tch). Le 18 août 2011, JoJo annonce sur son Twitter que son premier single officiel de l'album Jumping Trains serait Disaster. Le single est sorti à la radio le 29 août 2011 et le clip qui a été tourné le 14 septembre 2011 est sorti le 1er novembre 2011. En 2011, JoJo part en tournée avec Joe Jonas et Jay Sean. En février 2012, JoJo part en tournée avec le groupe Big Time Rush.
Dans l'attente de la sortie du nouvel album Jumping Trains, JoJo a sorti un mixtape Agápē. Le mixtape est composé de 13 titres. Le téléchargement de cette mixtape est disponible depuis le 20 décembre 2012.

### 2013-2014: Suite conflit d'étiquette et Atlantic Records
Le 30 juillet 2013, il a été signalé que JoJo avait déposé une plainte contre ses labels Blackground Records et Da Family pour « des dommages irréparables à sa carrière professionnelle ». Apparemment, les mineurs ne peuvent signer des contrats qui durent plus de sept ans en vertu de la nouvelle loi de l'État de New York, et ainsi elle prétend que son contrat a été signé en 2004, son affaire aurait dû expirer en 2011. La date d'audience a été fixée au 18 septembre 2013. Le 6 septembre 2013, Blackground répondu à la poursuite de JoJo, indiquant qu'ils aimeraient que l'affaire soit rejetée dans son intégralité, car elle ne se conforme pas à la loi de New York et celle due à la mise en forme incorrecte, la plainte est trop difficile à lire ou comprendre. Ils affirment que « En acceptant les paiements et autres contreparties, elle a réaffirmé son accord et la volonté d'être lié par l'accord d'enregistrement », ajoutant que « après avoir obtenu l'âge de la majorité, tandis que représentée par un avocat, elle s'est désistée de son action de 2009 et a décidé de continuer à enregistrer pour Blackground ». En conclusion, ils ont déclaré qu'ils sont « prêts, disposés et en mesure de s'acquitter de toutes ses obligations en vertu de son accord avec le demandeur ». Le 16 septembre 2013, l'équipe juridique de JoJo a répondu à l'opposition de Blackground, déclarant qu'il y avait « accord ne implicite entre les parties qui nécessite JoJo rester lié à Blackground Records pour une période de temps indéfinie ». Ils ont ajouté que « JoJo ne savait pas que son contrat d'enregistrement a expiré en mars 2011, et si Blackground Records ont fait savoir qu'ils l'a trompée et a empêché un autre label de sa signature en 2012 intentionnellement, même si elle a demandé à être libérée de contrat d'enregistrement ». En outre, en réponse à la déclaration de Blackground que « les efforts que nous avons investis dans cette artiste d'enregistrement seront perdus », son état de l'équipe juridique que «la société a eu six ans pour sortir un troisième album et n'a pas réussi à le faire. Ainsi, Blackground Records ne devrait pas être autorisé à continuer à contrôler la carrière de JoJo, et elle doit être libérée immédiatement pour commencer le processus de reprendre le contrôle sur sa carrière ".[réf. nécessaire]
La prochaine audience était censée être le 3 janvier 2014, mais une clause de désistement a été déposée à la fin de décembre 2013, en deux JoJo et les avocats de Blackground qui a accepté de laisser tomber l'affaire que les deux parties sont parvenues à un accord en dehors du tribunal. Le 14 janvier 2014, il a été annoncé officiellement que JoJo a été libérée de son combat de plusieurs années avec le label et a signé un nouveau contrat d'enregistrement avec Atlantic Records à la mi-décembre 2013, et travaille sur son troisième album studio.

### 2015-présent: Mini-albumIIIet retour au succès via l'opusMad Love
Le 5 août 2015, le site officiel de JoJo sous Atlantic Records s'est rouvert. Cinq concerts promotionnels à travers les États-Unis furent annoncés, les concerts commencèrent le 12 août 2015 à Boston pour promouvoir son futur album.
Le 21 août 2015, JoJo sort trois singles simultanément sur l'EP nommée III qu'elle décrit comme une prévisualisation de son prochain album.
Le 27 juillet 2016, elle publie le single "Fuck Apologies" en featuring avec son collègue de label Wiz Khalifa, 1er extrait de son 3e enregistrement Mad Love, qui sort le 14 octobre 2016. L'opus reçoit des critiques positives et s'érige à la 6e place du Billboard 200, faisant au passage, son 1er album à marquer le top des meilleures ventes d'albums depuis The High Road, sortit en 2006,.
Entretemps, elle est choisie pour faire la 1re partie de la tournée The 7/27 Tour du groupe féminin Fifth Harmony.

### 2019 – 2021: Passer à Warner Records et sortir trois albums par la suite
Depuis janvier 2019, selon 'Billboard', Clover Music n’est plus affilié à Interscope, et va maintenant s’associer avec Warner Records. Le 12 février 2019, Jojo a annoncé la sortie d’un nouveau single "Say So", en duo avec le chanteur-parolier PJ Morton, deux jours plus tard en février. "Say So" était inclus dans l’album de Morton, Paul, en tant que single principal. Le 25 octobre, Jojo a collaboré avec la rappeuse de l’Alabama, Chika et aussi la nouvelle signée chez Warner Records, sous un nouveau single Sabotage (en), qui est le premier single de son nouvel album.
Le quatrième album studio de JoJo Good to Know (en) est sorti le 1er mai 2020 et a reçu des critiques positives.
Le premier single de l'album, Man est sorti en mars 2020. Dans la même année, JoJo sort un cinquième album qui est cependant son premier album de Noël intitulé December Baby en octobre 2020.
Le 1er octobre 2021, le sixième album voit le jour, intitulé Trying Not To Think About It. Son premier single est Worst (I Assume).
Cet album retrace une période difficile pour la chanteuse mettant en avant les émotions qu'elle a pu ressentir.
Ce qui fait de Trying Not To Think About It un album plus profond et plus personnel.

## Vie privée
JoJo vivait auparavant à Edgewater dans le New Jersey avec sa mère et son studio d'enregistrement se situait à New York. Elle vit dorénavant dans son propre appartement à Los Angeles. Elle fut scolarisée à la maison pendant trois ans déclarant que « l'école fait partie intégrante de [s]a vie ».
JoJo fut en couple avec le joueur de football Freddy Adu de mai 2005 à septembre 2006. Ils s'étaient rencontrés sur le plateau de l'émission de télé, Fake ID Club, dont elle était la présentatrice. JoJo a déclaré dans une interview en novembre 2006, qu'ils étaient restés de très bons amis.
Le 18 octobre 2006, JoJo était invitée à l'émission Live! with Kelly où elle déclare : « Je suis dorénavant célibataire et c'est bon. Je suis si jeune. Je vais avoir seize ans en décembre et je suis tellement occupée. C'est difficile si tu veux sortir avec quelqu'un qui est également dans le business, nous étions tous les deux juste très occupés par nos propres mondes… ».
En septembre 2008, JoJo sort avec le musicien, producteur Jeremiah Mcconico qui travaille avec de nombreux artistes.
Il a co-produit "Just a dream", une chanson de l'EP "Cant take that away from me" de la chanteuse. La relation démarre surement de cette collaboration.
Leur relation se termine en 2019, dix ans après. JoJo s'est inspiré de cette rupture douloureuse (relation toxique) pour l'écriture de Good to Know et Trying not to Think about it ses deux derniers albums.

## Discographie

### Albums
| Année | Album                        | Classement des ventes | Classement des ventes | Classement des ventes | Classement des ventes | Classement des ventes | Classement des ventes | Classement des ventes | Classement des ventes | Classement des ventes | Classement des ventes | Classement des ventes | Chiffres des ventes                     | Certification américaine |
| Année | Album                        | FR                    | É-U                   | R-U                   | AUS                   | CAN                   | ALL                   | POL                   | SUI                   | POR                   | N-Z                   | BRÉ                   | Chiffres des ventes                     | Certification américaine |
| ----- | ---------------------------- | --------------------- | --------------------- | --------------------- | --------------------- | --------------------- | --------------------- | --------------------- | --------------------- | --------------------- | --------------------- | --------------------- | --------------------------------------- | ------------------------ |
| 2004  | JoJo                         | 62                    | 4                     | 22                    | 86                    | 23                    | 54                    | 47                    | 30                    | 30                    | 36                    | —                     | : 3,5 millions États-Unis : 1,5 million | Platine                  |
| 2006  | The High Road                | —                     | 3                     | 24                    | 22                    | 12                    | 6                     | 44                    | 96                    | —                     | —                     | 2                     | : 3,5 millions États-Unis : 650 000     | Or                       |
| 2016  | Mad Love                     |                       | 6                     | —                     | —                     | —                     | —                     | —                     | —                     | —                     | —                     | —                     |                                         |                          |
| 2020  | Good To Know                 |                       |                       | —                     | —                     | —                     | —                     | —                     | —                     | —                     | —                     | —                     |                                         |                          |
| 2020  | December Baby                |                       |                       | —                     | —                     | —                     | —                     | —                     | —                     | —                     | —                     | —                     |                                         |                          |
| 2021  | Trying Not To Think About It |                       |                       | —                     | —                     | —                     | —                     | —                     | —                     | —                     | —                     | —                     |                                         |                          |

### Mixtapes
| Titre                        | Détails de l'album                                                                 |
| ---------------------------- | ---------------------------------------------------------------------------------- |
| Can't Take That Away from Me | - Sortie : 7 septembre 2010 - Formats: téléchargement digital - Label: Indépendant |
| Agápē                        | - Sortie : 20 décembre 2012 - Formats: téléchargement digital - Label: Indépendent |

### Extended plays
| Titre         | Détails de l'album                                                             |
| ------------- | ------------------------------------------------------------------------------ |
| #LoveJo       | - Sortie: 14 février 2014 - Formats: téléchargement digital - Label: Atlantic  |
| III. (en)     | - Sortie: 21 aout 2015 - Formats: téléchargement digital - Label: Atlantic     |
| #LoveJo2 (en) | - Sortie: 18 décembre 2015 - Formats: téléchargement digital - Label: Atlantic |

### Singles
| Année | Single                                 | Classement des ventes | Classement des ventes | Classement des ventes | Classement des ventes | Classement des ventes | Classement des ventes | Classement des ventes | Classement des ventes | Classement des ventes | Classement des ventes | Classement des ventes | Classement des ventes | Classement des ventes | Ventes    | Album                        |
| Année | Single                                 | BEL/Nl                | É-U                   | R-U                   | AUS                   | N-Z                   | IRL                   | ALL                   | AUT                   | SUI                   | POR                   | SUÈ                   | DAN                   | FRA                   | Ventes    | Album                        |
| ----- | -------------------------------------- | --------------------- | --------------------- | --------------------- | --------------------- | --------------------- | --------------------- | --------------------- | --------------------- | --------------------- | --------------------- | --------------------- | --------------------- | --------------------- | --------- | ---------------------------- |
| 2004  | Leave (Get Out)                        | 4                     | 1                     | 2                     | 2                     | 2                     | 3                     | 9                     | 16                    | 5                     | —                     | 30                    | 11                    | 12                    | 3 700 000 | JoJo                         |
| 2004  | Baby It's You (feat. Bow Wow)          | 41                    | 22                    | 8                     | 16                    | 3                     | 13                    | 15                    | 41                    | 14                    | —                     | 50                    | 15                    | —                     | 1 500 000 | JoJo                         |
| 2005  | Not That Kinda Girl                    | —                     | —                     | —                     | 52                    | —                     | —                     | 85                    | —                     | —                     | —                     | —                     | —                     | —                     | 576 000   | JoJo                         |
| 2006  | Too Little Too Late                    | 44                    | 3                     | 4                     | 10                    | 5                     | 2                     | 30                    | 40                    | 53                    | 5                     | 18                    | —                     | —                     | 4 200 000 | The High Road                |
| 2006  | How to Touch a Girl                    | —                     | 104                   | —                     | —                     | —                     | —                     | —                     | —                     | —                     | 15                    | —                     | —                     | —                     | 2 150 000 | The High Road                |
| 2007  | Anything                               | —                     | —                     | 21                    | —                     | —                     | 18                    | —                     | —                     | —                     | 34                    | —                     | —                     | —                     | 978 000   | The High Road                |
| 2011  | Disaster                               | —                     | 87                    | —                     | —                     | —                     | —                     | —                     | —                     | —                     | —                     | —                     | —                     | —                     | 160 000   | NC                           |
| 2012  | Demonstrate                            | —                     | —                     | —                     | —                     | —                     | —                     | —                     | —                     | —                     | —                     | —                     | —                     | —                     |           | NC                           |
| 2015  | When Love Hurts                        | —                     | —                     | —                     | —                     | —                     | —                     | —                     | —                     | —                     | —                     | —                     | —                     | —                     |           | III.                         |
| 2016  | Fuck Apologies (featuring Wiz Khalifa) | —                     | —                     | 104                   | —                     | —                     | —                     | —                     | —                     | —                     | —                     | —                     | —                     | —                     |           | Mad Love                     |
| 2020  | Man                                    | —                     | —                     | —                     | —                     | —                     | —                     | —                     | —                     | —                     | —                     | —                     | —                     | —                     |           | Good To Know                 |
| 2021  | Worst (I assume)                       | —                     | —                     | —                     | —                     | —                     | —                     | —                     | —                     | —                     | —                     | —                     | —                     | —                     |           | Trying Not To Think About It |
| 2021  | Anxiety                                | —                     | —                     | —                     | —                     | —                     | —                     | —                     | —                     | —                     | —                     | —                     | —                     | —                     |           | Trying Not To Think About It |

## Musique de films
| Année | Titre       | Film            |
| ----- | ----------- | --------------- |
| 2004  | Secret Love | Gang de requins |

## Clips musicaux
| Année | Titre                             | Réalisateur                      |
| ----- | --------------------------------- | -------------------------------- |
| 2004  | Leave (Get Out)                   | Erik White                       |
| 2004  | Baby It's You (featuring Bow Wow) | Erik White                       |
| 2005  | Not That Kinda Girl               | Fat Cats                         |
| 2006  | Too Little Too Late               | Chris Robinson                   |
| 2006  | How to Touch a Girl               | Syndrome                         |
| 2010  | In the Dark                       | Nicole Ehrlich                   |
| 2011  | The Other Chick                   | Kai Regan                        |
| 2011  | Disaster                          | Benny Boom                       |
| 2012  | Demonstrate                       | 40                               |
| 2013  | Andre                             | Embryo                           |
| 2015  | When Love Hurts                   | Embryo                           |
| 2015  | Say Love                          | Embryo                           |
| 2015  | Right on Time                     | Reinaldo Irizarry Kiley Martinez |
| 2015  | Save my Soul                      | Zelda Williams                   |
| 2016  | Fuck Apologies (avec Wiz Khalifa) | Francesco Carrozzini             |
| 2019  | Say So (avec PJ Morton)           | Nathan Corrona                   |
| 2020  | Sabotage (avec Chika)             | James larese                     |
| 2020  | Man                               | Marc Kkasfeld                    |
| 2020  | Small Things                      | Santiago Salviche                |
| 2020  | Comeback (avec Tory Lanez)        | 30 Rock                          |
| 2020  | Think About You                   | Zelda Williams                   |
| 2020  | Lonely Hearts                     | Zelda Williams                   |
| 2020  | What u need                       | Santiago Salviche                |
| 2020  | Joanna                            | Se Oh                            |
| 2021  | Wishlist (avec PJ Morton)         | Alfredo Flores                   |
| 2021  | American Mood                     | Alfredo flores                   |
| 2021  | Dirty Laundry (avec Parson James) | Alfredo Flores                   |
| 2021  | Creature of Habit                 | Alfredo Flores                   |
| 2021  | Worst (I assume)                  | Alfredo Flores                   |
| 2021  | Anxiety                           | Alfredo Flores                   |

## Filmographie

### Films
| Année | Titre                  | Rôle                           |
| ----- | ---------------------- | ------------------------------ |
| 2002  | Developing Sheldon     | Young Elizabeth                |
| 2006  | Aquamarine             | Hailey Rogers                  |
| 2006  | Camping-car            | Cassie Munro                   |
| 2008  | Confessions d'une star | Morgan Carter / Claudia Miller |
| 2014  | G.B.F.                 | Soledad Braunstein             |

### Télévision
| Année | Titre                       | Rôle                              | Épisode                                                |
| ----- | --------------------------- | --------------------------------- | ------------------------------------------------------ |
| 2002  | The Bernie Mac Show         | Michelle                          | "Bernie Mac Dance Party" - épisode 6, saison 2         |
| 2003  | America's Most Talented Kid | Elle-même - en tant qu'interprète | Saison 1 - elle y interprète la chanson Evil Gal Blues |
| 2004  | Mes plus belles années      | Linda Ronstadt jeune              | "Tidings of Comfort and Joy" - épisode 9, saison 3     |
| 2006  | Romeo!                      | Elle-même                         | "Ro' Trip Part 2" - épisode 13, saison 3               |
| 2007  | Punk'd : Stars piégées      | Elle-même                         | Saison 8 - Épisode 6                                   |
| 2010  | House of Glam               | Elle-même                         | Saison 1 - Épisode 4 - La La Land                      |
| 2011  | Hawaii 5-O                  | Courtney Russel                   | Saison 1 - Épisode 15 - Kai e'e                        |
| 2017  | L'Arme fatale               | Shaye                             | Saison 2 - Épisode 3                                   |
| 2022  | All American                | Sabine                            | Saison 4 - Épisode 11                                  |